# NGC 1969
NGC 1969 је расејано звездано јато у сазвежђу Златна риба које се налази на NGC листи објеката дубоког неба.
Деклинација објекта је - 69° 50' 29" а ректасцензија 5h 26m 32,4s. Привидна величина (магнитуда) објекта NGC 1969 износи 12,5. NGC 1969 је још познат и под ознакама ESO 56-SC124.